# Álvaro de Mendaña
Álvaro de Mendaña y Neyra (o Neira) o Álvaro de Amendaña (San Román de Bembibre, León, 1541 – isla de Santa Cruz, islas Salomón, octubre de 1595) era un navegante español que como adelantado llevó a cabo dos expediciones al océano Pacífico, en las que descubrió las islas Salomón y las islas Marquesas.

## Biografía
Se saben muchas cosas de los primeros años de su vida. Embarcó hacia el Perú con el nombre de Álvaro Rodríguez de Mendaña y Neyra, y en ocasiones se lo denomina Mendaña y Castro. En sus tiempos se lo identificaba como gallego, posiblemente de Neira. Según la investigación documental posterior, se ha identificado su origen en Congosto, en el Bierzo Alto.
Su padre, Hernán Rodríguez, provenía de la familia Mendaña, y su madre, Isabel de Neyra, de la familia de Castro, hermana de Lope García de Castro. Mendaña acompañó a su tío Lope en 1563 cuando este fue nombrado presidente de la Real Audiencia de Lima.

## Primer viaje

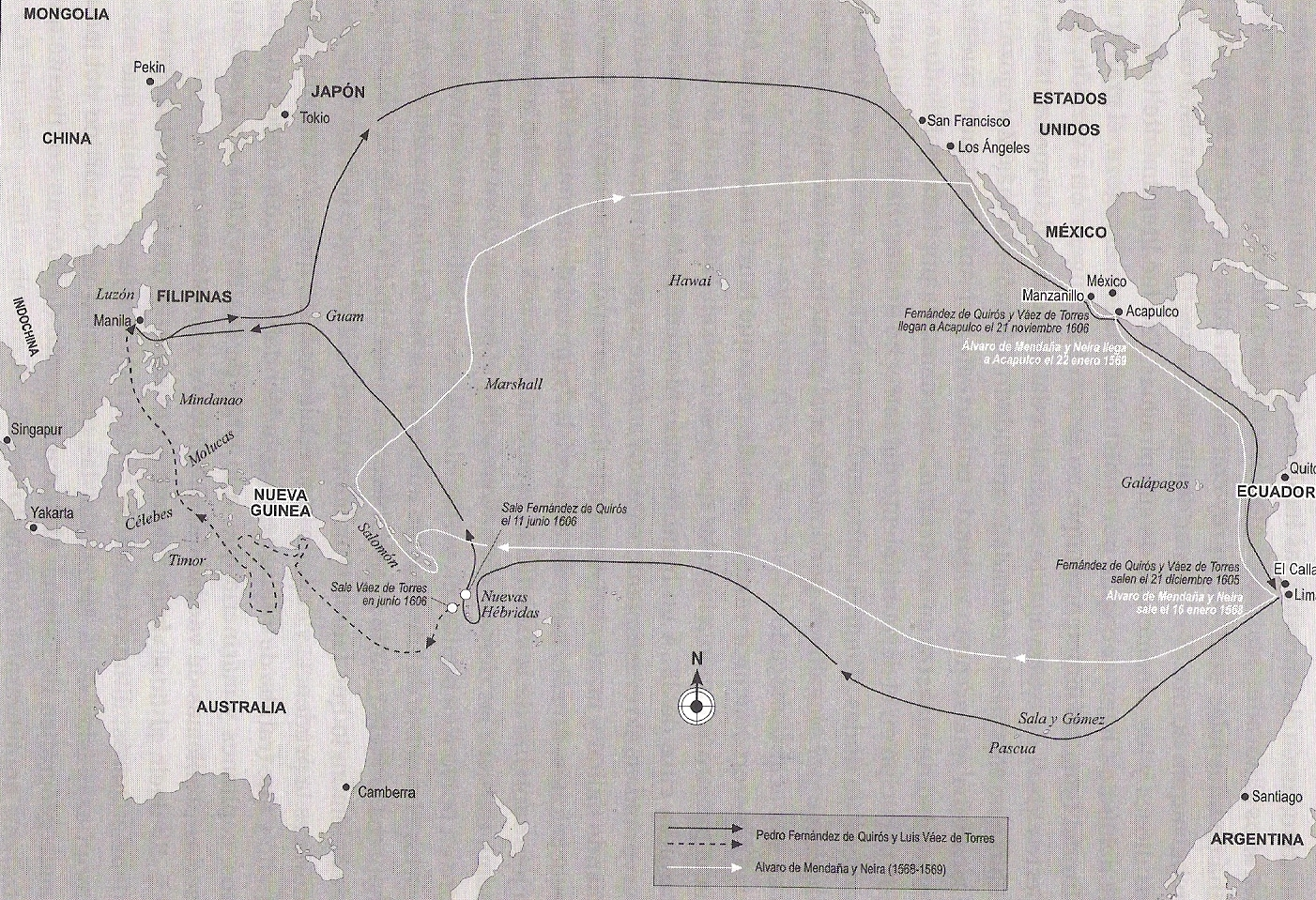
Primer viaje de 1568 de Mendaña por el Pacífico (color claro), que descubrió las islas Salomón. La expedición en oscuro es el viaje de Quirós en 1606, que descubrió las Vanuatu; la línea de puntos representa el viaje de Torres tras separarse de Quirós, que pasó por el estrecho que hoy lleva su nombre.

Los españoles supieron de boca de los quechuas la leyenda que decía que hacia el oeste se encontraban unas islas llenas de oro. Inmediatamente se compararon estas islas con la Tierra de Ofir, donde estaban las minas de oro del rey Salomón. Como el cargo de virrey del Perú se hallaba vacante, el presidente de la Audiencia, Lope García de Castro, ejercía las funciones de virrey y encargó la dirección de la expedición a su sobrino Mendaña, en contra de las aspiraciones de Pedro Sarmiento de Gamboa, que reivindicaba la iniciativa de la expedición.
Las naves de la expedición eran Los Reyes y Todos los Santos, de 300 y 200 toneladas, respectivamente. Los capitanes eran Pedro Sarmiento de Gamboa y Pedro de Ortega Valencia y el piloto mayor Hernán Gallego. La tripulación constaba de unos 150 hombres, incluidos marineros, soldados, cuatro frailes franciscanos y una veintena de esclavos y varias mujeres españolas, entre ellas la esposa de Mendaña, Isabel Barreto (La reina de los Mares del Sur). El objetivo de la expedición era buscar la supuesta Terra Australis Incognita, explorar sus recursos y estudiar las posibilidades de colonización. Mendaña llevaba la orden de fundar un establecimiento.
La expedición partió de El Callao, el puerto de Lima, el 20 de noviembre de 1567. Después de pasar el 15 de enero de 1568 por delante de la isla de Jesús (Nui), en las islas Tuvalu, llegó sin escalas a la primera de las islas Salomón, Santa Isabel, el 7 de febrero, en donde una parte de la expedición construyó un bergantín y otra parte exploró las islas cercanas: Ramos, La Galera, Buena Vista, Flores, San Dunas, San Germán, Guadalupe, Guadalcanal, San Jorge, San Nicolás, Arrecifes y San Marcos, llegando el 25 de mayo de retorno a Santa Isabel. El mar entre el Perú y la isla Nui fue bautizado como golfo de la Concepción y golfo de la Candelaria. Durante seis meses permanecieron en la isla de Santa Isabel, Guadalcanal y San Cristóbal (Makira) y exploraron una veintena de islas. Aunque no encontraron oro, el nombre de islas Salomón ya había hecho fortuna. El viaje de vuelta lo hicieron por la ruta utilizada por el Galeón de Manila hasta Acapulco, pasando por la isla de San Francisco (isla Wake).

### Ruta del primer viaje
- El Callao, puerto de Lima, 20 de noviembre de 1567
- Isla de Jesús (hoy Nui, en Tuvalu), 15 de enero de 1568
- Islas Salomón:
  - Baxos de la Candalaria (Ontong Java), 1 de febrero
  - Santa Ysabel, del 7 de febrero al 17 de agosto
  - Isla de Ramos (Malaita), San Jorge (al sur de Isabel), las islas Florecida, Galera, Buenavista, San Dimas, y Guadalupe (grupo de islas Florida o Nggela Sule), Guadalcanal, Sesarga (Savo), islas San Nicolás, San Jerónimo y Arrecifes (grupo islas Nueva Georgia), San Marcos (Choiseul), San Cristóbal (Makira), Treguada (Ulawa), Tres Marías (Olu Malua), San Juan (Uki Ni Masi), San Urbán (isla de Rennell), Santa Catalina, Santa Ana.
- Baxos de San Bartolomé (atolón Maloelap, islas Marshall)
- Isla de San Francisco (hoy islas Wake)
- El Callao, 22 de julio de 1569.

## Segundo viaje

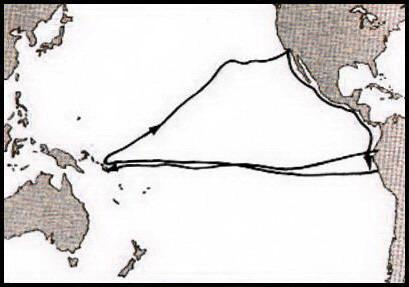
Viajes de Mendaña por el Océano Pacífico.

Durante veinticinco años Mendaña intentó hacer un segundo viaje para colonizar las islas Salomón. Aunque tenía la aprobación del rey, se encontró con el rechazo de las autoridades coloniales, descontentas con los resultados del primer viaje, y con la de los enemigos de su tío, que había muerto. Fue el nuevo virrey, García Hurtado de Mendoza, IV marqués de Cañete, quien patrocinó la nueva expedición gracias a la influencia de la mujer de Mendaña, Isabel de Barreto. Se organizó como una expedición privada donde el virrey aportaba los efectivos militares, en tanto que Mendaña convencía a mercaderes y colonos para participar en la aventura. El objetivo era establecer una colonia en las islas Salomón impidiendo que los piratas ingleses encontraran un refugio en el Pacífico desde donde pudieran atacar las Filipinas o la costa americana.
Se embarcaron unas 400 personas, entre las que se encontraban pasajeros con sus mujeres y esclavos dispuestos a fundar una colonia. Acompañaban al general su mujer Isabel de Barreto y tres cuñados. El piloto mayor de la expedición, y capitán de la nave capitana, era el portugués Pedro Fernández de Quirós. Los cuatro barcos eran:
- San Gerónimo, nave capitana, galeón de 200 a 300 toneladas. Capitán y piloto mayor: Pedro Fernández de Quirós.
- Santa Ysabel, nave almirante, galeón de 200 a 300 toneladas. Capitán: Lope de Vega. Desaparece el 7 de septiembre de 1595.
- San Felipe, galeota de 30 a 40 toneladas. Propietario y capitán: Felipe Corzo. Desaparece el 10 de diciembre de 1595.
- Santa Catalina, fragata de 30 a 40 toneladas. Propietario y capitán: Alonso de Leyva. Desaparece el 19 de diciembre de 1595.

La segunda expedición partió también del puerto de El Callao y, después de hacer escala en Paita, encontró las islas Marquesas que bautizó en honor al virrey, el Marqués de Cañete. Durante diez días exploró las islas del sur del archipiélago. De nuevo de camino hacia el oeste, pasa por delante de una de las islas Cook y de una de las Tuvalu hasta que llega a las islas de Santa Cruz, archipiélago del sur de las islas Salomón. Al pasar junto a Tinakula, un volcán que se encontraba en actividad, desaparece la Santa Ysabel.
Fundó una colonia en las islas Santa Cruz pero, enfermo de malaria, pierde el control de la situación. Los soldados cometen crímenes y excesos con los indígenas y se produce un intento de rebelión. El 18 de octubre de 1595 murió Mendaña y se hizo cargo de la expedición su mujer Isabel Barreto. Al deteriorarse la situación, deciden abandonar la colonia y poner rumbo a las Filipinas. Por el camino se pierden la San Felipe y la Santa Catalina y sólo llega al puerto de Manila la San Gerónimo, guiada por Pedro Fernández de Quirós.

### Ruta del segundo viaje
- Paita, Perú, 16 de junio de 1595
- Las Marquesas de Mendoza (islas Marquesas), 21 de julio a 5 de agosto
  - Magdalena (Fatu Hiva)
  - Dominica (Hiva Oa)
  - Santa Cristina (Tahuata)
  - San Pedro (Moho Tani)
- San Bernardo (Puka Puka, islas Cook), 20 de agosto
- La Solitaria (Niulakita, Tuvalu), 29 de agosto
- Islas Salomón:
  - Tinakula, volcán en actividad. Desaparece la Santa Ysabel, 7 de septiembre
  - La Huerta (Tomotu Noi), Recifes (grupo de las islas Swallow), 8 de septiembre
  - Santa Cruz (hoy Ndende o Nendo en las islas de Santa Cruz), 8 de septiembre a 18 de noviembre. El 18 de octubre muere Mendaña.
- Guam, 1 de enero de 1596. Sólo llega la San Gerónimo.
- Manila, 11 de febrero.

## Homenajes

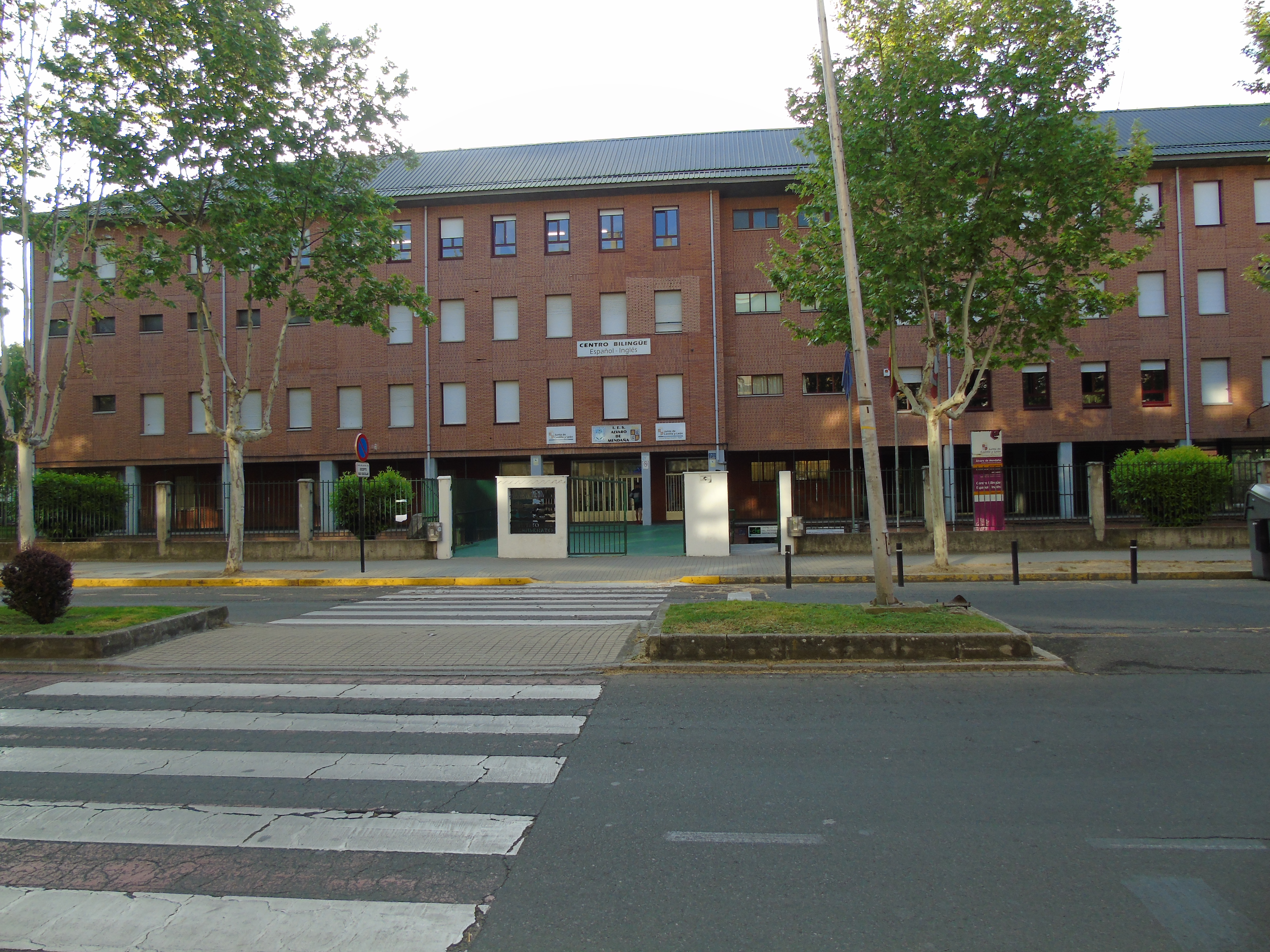
IES Álvaro de Mendaña, en Ponferrada

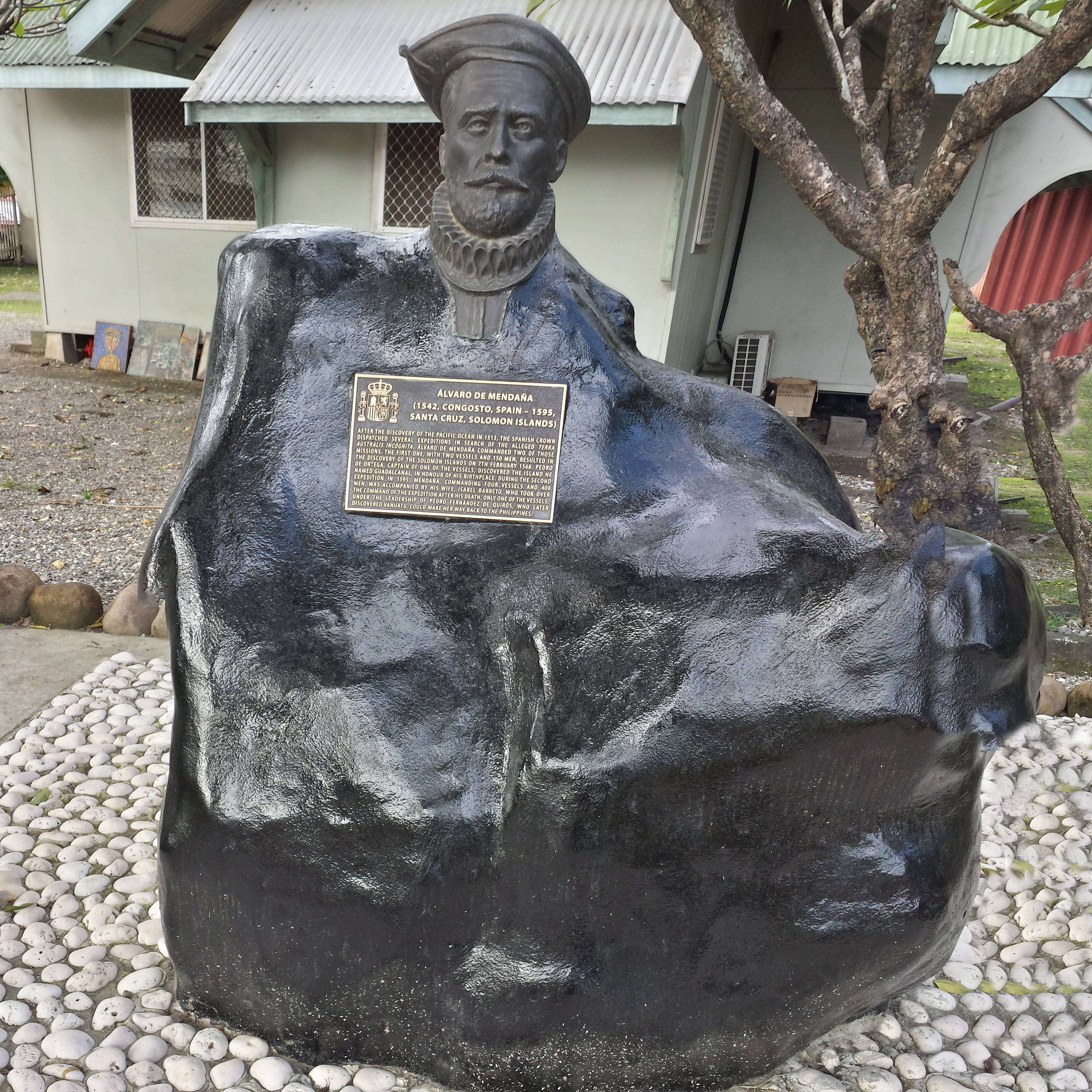
Monumento en Honiara, la capital de las Islas Salomón

En Ponferrada (León, España) se encuentra el Instituto de Enseñanza Secundaria Álvaro de Mendaña, en honor del navegante español, donde actualmente se imparten la enseñanza secundaria, el bachillerato, y la formación profesional básica. Denominado así oficialmente tras la publicación en el BOE: ORDEN de 19 de febrero de 1975 por la que se concede al Instituto Nacional de Bachillerato, mixto número 2, de Ponferrada (León), la denominación de «Álvaro de Mendaña».
En la calle mayor de Honiara, la capital de las Islas Salomón, fue erigido un monumento. La calle se llama Mendana Avenue.